# Modo de audición autocéntrico
Modo de audición autocéntrico es uno de los dos modos de audición establecidos por Ernest Schachtel para describir el proceso de la percepción sonora. Los modos de audición de Schachtel describen este proceso en función de dónde se centraba la propia audición: en el sujeto o en el objeto.
El modo de audición autocéntrico es un modo de audición subjetivo basado en el sentimiento de satisfacción o insatisfacción del sujeto ante el estímulo sonoro.
- Datos: Q6020354